# Robin Sachs
Pour les articles homonymes, voir Sachs.
Robin David Sachs, dit Robin Sachs, né le 5 février 1951 à Londres, et mort le 1er février 2013 à Los Angeles, est un acteur britannico-américain.

## Biographie
Robin Sachs est le fils de l'acteur Leonard Sachs (1909-1990) et de l'actrice Eleonor Summerfield (1921-2001), il commence sa carrière en 1972, avec le film Les Six Femmes d'Henry VIII de Waris Hussein ou il joue Thomas Culpepper, puis on le retrouve la même année dans Le Cirque des vampires aux côtés d'Adrienne Corri et Anthony Higgins. Sachs a aussi joué dans des séries TV comme ITV Playhouse en 1972 ou The Bill en 1991. Il joue Bushy dans Richard II en 1978 et Seller dans Ocean's Eleven de Steven Soderbergh.

### Vie familiale
Robin Sachs se maria deux fois.
1. Siân Phillips (1979-1991) (divorce).
2. Casey Defrance (1995-2006) (divorce).

## Filmographie

### Cinéma

#### Court métrage
- 2011 : An Unbending People de Jesse Walvoord : [Qui ?] (voix)

#### Long métrage
- 1972 : Le Cirque des vampires (Vampire Circus) de Robert Young : Heinrich
- 1977 : La Disparition (The Disappearance) de Stuart Cooper : Young Man
- 1983 : A Flame to the Phoenix de William Brayne : Gavin McCrae
- 1994 : Innocent Adultery d'Anthony Maharaj : [Qui ?]
- 1997 : Ravager de James D. Deck : Docteur Shepard
- 1997 : Le Monde perdu : Jurassic Park (The Lost World: Jurassic Park) de Steven Spielberg : Monsieur Paul Bowman
- 1999 : Galaxy Quest de Dean Parisot : Sarris
- 2001 : Ocean's Eleven de Steven Soderbergh : Seller
- 2003 : Northfork des Frères Polish : Cup of Tea
- 2004 : Megalodon (vidéo) de Pat Corbitt : Peter Brazier
- 2012 : Resident Evil: Damnation de Makoto Kamiya : Ataman / Ivan Judanovich (voix)

### Télévision

#### Téléfilm
• 1972 : Les Six Femmes d'Henry VIII (The Six Wives of Henry VIII) (mini-série) : Thomas Culpepper
- 1976 : East Lynne de Barney Colehan et Philip Grout : Richard Hare
- 1978 : Richard II (King Richard the Second) de David Giles : Bushy
- 1986 : Cold War Killers : Hugh Roskill
- 1986 : Deadly Recruits : Hugh Roskill
- 1986 : The Alamut Ambush : Hugh Roskill
- 1991 : Dynasty: The Reunion : Adam Alexander Carrington
- 1993 : Le Retour de l'Homme de fer : [Qui ?]
- 1998 : Babylon 5: In the Beginning : Coplann

#### Série télévisée
- 1972 : ITV Playhouse (saison 6, épisode 06 : Dear Octopus) : Hugh Randolph
- 1972 : Love and Mr Lewisham : M. Edwin Peake Baynes
  - (saison 1, épisode 03 : Part 3)
  - (saison 1, épisode 04 : Part 4)
- 1973 : Maîtres et Valets (Upstairs, Downstairs) (saison 3, épisode 10 : What the Footman Saw) : Robert
- 1975 : Centre Play (saison 3, épisode 02 : Hoodwink) : Adam
- 1975 : Quiller (saison 1, épisode 11 : Safe Conduct) : Dieter
- 1975 : Ten from the Twenties (saison 1, épisode 06 : The Anarchist) : Harry Lance
- 1976 : Crown Court (saison 5, épisode 54 : Stranger in the Night: Part 1)
- 1977 : Rob Roy (6 épisodes) : Frank Osbaldistone
- 1981 : Retour au château (Brideshead Revisited) (mini-série) :
  - (saison 1, épisode 01 : Et in Arcadia Ego) : Old Etonian at Window
  - (saison 1, épisode 03 : The Bleak Light of Day) : Etonian
- 1981 : Diamonds (saison 1, épisode 04 : Gamblers) : Charles Nielsen
- 1981 : Lady Killers (saison 2, épisode 02 : The Root of All Evil) : Gervais Rentoul
- 1982 : Tom, Dick and Harriet (saison 1, épisode 06 : Paternal Triangle) : Marcel
- 1983 : Chessgame (6 épisodes) : Hugh Roskill
- 1983 : Numéro 10 (mini-série) (saison 1, épisode 01 : Old Glad Eyes) : Sir Edward Hamilton
- 1985 : Signé Cat's Eyes (Kyattsu Ai) (saison 1, épisode 09 : Une Chasse amusante) : James Latchmere
- 1987 : Rumpole of the Bailey (saison 4, épisode 01 : Rumpole and the Old, Old, Story) : Hugo Lutterworth
- 1989 : Gentlemen and Players (saison 2, épisode 05 : Black Gold) : journaliste
- 1989 : A Fine Romance (saison 1, épisode 08 : It's Just the Gypsy in My Soul) : comte Ivan Rakosi
- 1991 : Herman's Head (saison 1, épisode 08 : 9 1/2 Hours) : Simon
- 1991 : La loi est la loi (Jake and the Fatman) (saison 4, épisode 17 : Abus de confiance) : Greg Hatton
- 1991 : The Bill (saison 7, épisode 04 : Crown v Cooper) : Prosecuting Counsel
- 1993 : Arabesque (Murder, She Wrote) (saison 10, épisode 10 : Meurtre en blanc) : Martin Kramer
- 1994 : Les Quatre Fantastiques :
  - (saison 1, épisode 05 : The Silver Surfer & the Coming of Galactus: Part 1) : Silver Surfer / Physician / Street Fanatic (voix)
  - (saison 1, épisode 06 : The Silver Surfer & the Coming of Galactus: Part 2) : Silver Surfer (voix)
  - (saison 1, épisode 13 : The Silver Surfer & the Return of Galactus) : Silver Surfer / Norrin Radd (voix)
- 1994 : Diagnostic : Meurtre (Diagnosis Murder) (saison 2, épisode 10 : Le Dernier Rire : Partie 2) : Art Thief
- 1994 - 1998 : Babylon 5 (6 épisodes) : Hedronn / Na'Tok
- 1995 : Walker, Texas Ranger (saison 3, épisode 24 et 25 :Tueurs à gages partie 1et 2) : Philippe Brouchard
- 1996 : Nash Bridges (saison 2, épisode 10 : L’Ange gardien) : Yuri Vashkov
- 1996 : Un privé à Malibu (Baywatch Nights) (saison 2, épisode 05 : Le Cercle de l'enfer) : Malcolm O'Neal
- 1996 : Pacific Blue (saison 2, épisode 01 : Ombre et Lumière) : Wilson Dupree
- 1996 : L'Homme de nulle part (Nowhere Man) :
  - (saison 1, épisode 13 : Le Dissident) : The Voice (non-crédité)
  - (saison 1, épisode 18 : L'Envers du décor) : Alexander Hale
- 1997 - 2000 : Buffy contre les vampires (Buffy the Vampire Slayer) : Ethan Rayne
  - (saison 2, épisode 06 : Halloween)
  - (saison 2, épisode 08 : La Face cachée)
  - (saison 3, épisode 06 : Effet chocolat)
  - (saison 4, épisode 12 : 314)
- 1998 : FX, effets spéciaux (F/X: The Series) (saison 2, épisode 17 : Le Voleur invisible) : Sebastian
- 2001 : Star Trek: Voyager (saison 7, épisode 15 : Le Vide) : général Valen
- 2005 : Alias (saison 4, épisode 14 : Contre-missions) : Hans Dietrich
- 2006 : Bob l'éponge (SpongeBob SquarePants) : sergent Roderick
  - (saison 4, épisode 15 : L'Hôtel du Capitaine
  - (saison 4, épisode 16 : Madame Puff est renvoyée)
- 2011 : Torchwood (saison 4, épisode 01 : Un nouveau monde) : professeur britannique
- 2012 : NCIS : Enquêtes spéciales (NCIS) (saison 9, épisode 17 : Secret défense) : inspecteur du MI5, Andrew Challis
- 2012 : Castle (saison 4, épisode 13 : Une vie de chien) : annonceur

### Jeu vidéo
- 2003 : Buffy contre les vampires : Chaos Bleeds (Buffy the Vampire Slayer: Chaos Bleeds) : Ethan Rayne / The First (voix)
- 2003 : Star Wars: Knights of the Old Republic : Admiral Saul Karath (voix)
- 2004 : The Bard's Tale : voix
- 2005 : Tom Clancy's Rainbow Six: Lockdown : voix
- 2009 : Dragon Age: Origins : Lord Pyral Harrowmont / Murdock / Experienced Human Male / divers personnages (voix)
- 2010 : Majin and the Forsaken Kingdom : Xolotl (voix anglaise)
- 2010 : Kane and Lynch 2: Dog Days : voix
- 2010 : Dragon Age: Origins - Awakening : Seneschal Varel / Narrator / Statue of War (voix)
- 2010 : Mass Effect 2 : Zaeed Massani (voix)
- 2012 : Mass Effect 3 : Zaeed Massani (voix)